# Salvatore Corallo
Salvatore Corallo   (Siracusa, 11 d'octubre de 1928 - Siracusa, 4 de maig de 2019) va ser un polític sicilià. El 1944 ingressà al Partit Socialista Italià i secretari de la cambra de treball de Forlì; el 1951 fou nomenat secretari de la federació del PSI de Milà. Fou elegit diputat de l'Assemblea Regional Siciliana pel PSI a les eleccions regionals de Sicília de 1959, pel PSIUP a les de 1963, 1967 i 1971. Membre del comitè central del PSI, després de la caiguda del milazzisme fou nomenat president regional d'un govern de transició de 30 de juny a 8 de setembre de 1961. El 1962 fou nomenat assessor d'indústria.
A les eleccions legislatives italianes de 1976 fou elegit diputat per Milà dins les files del Partit Comunista Italià, i a les eleccions legislatives italianes de 1979 fou escollit al Senat d'Itàlia per Sicília.